# Базиліка Святих Петра і Павла (Познань)
Базиліка Святих Петра і Павла — кафедральний храм Познанської архідієцезії Римо-католицької церкви в Польщі. Розташована на Тумському острові в Познані.

## Історія

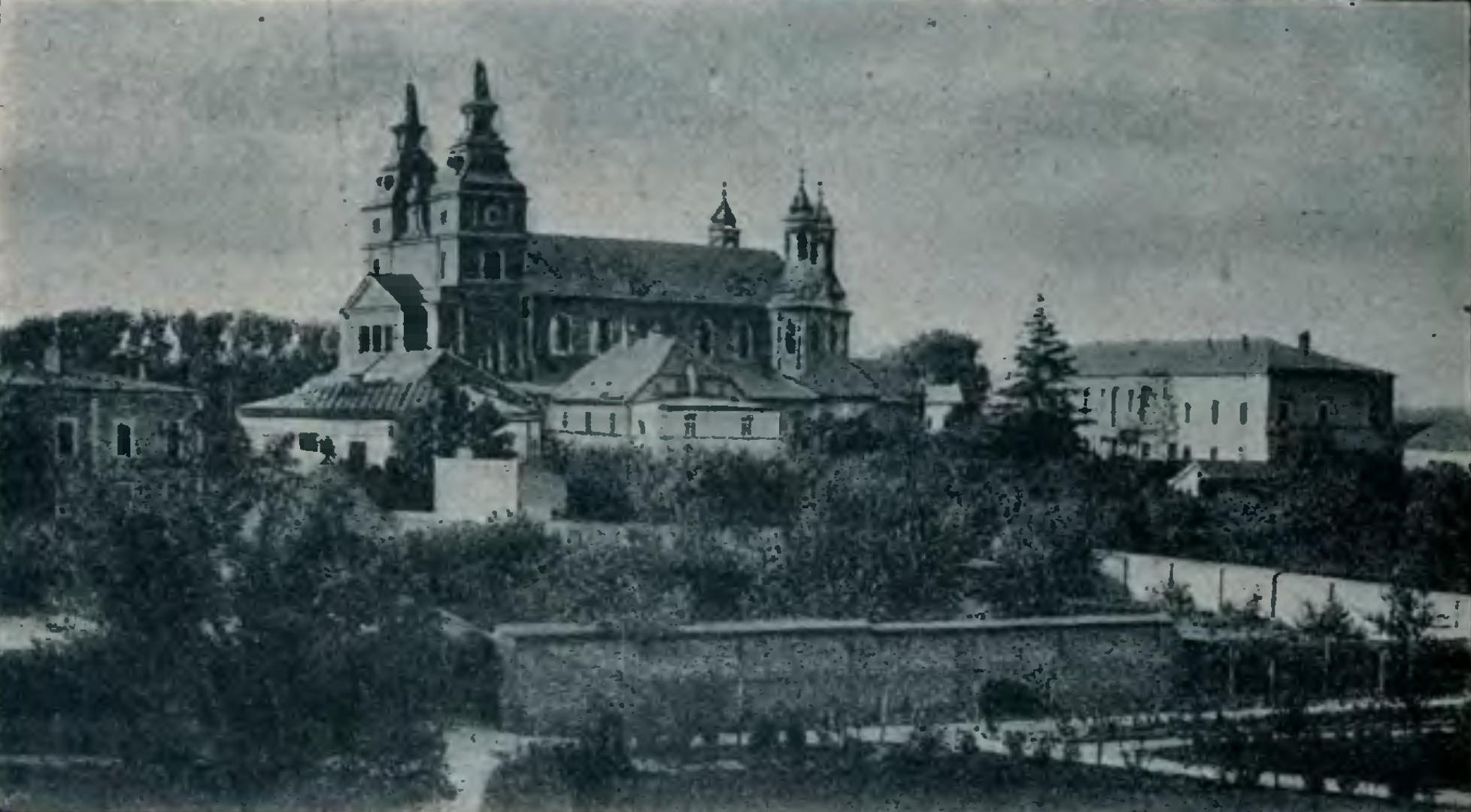
Катедра, до 1904

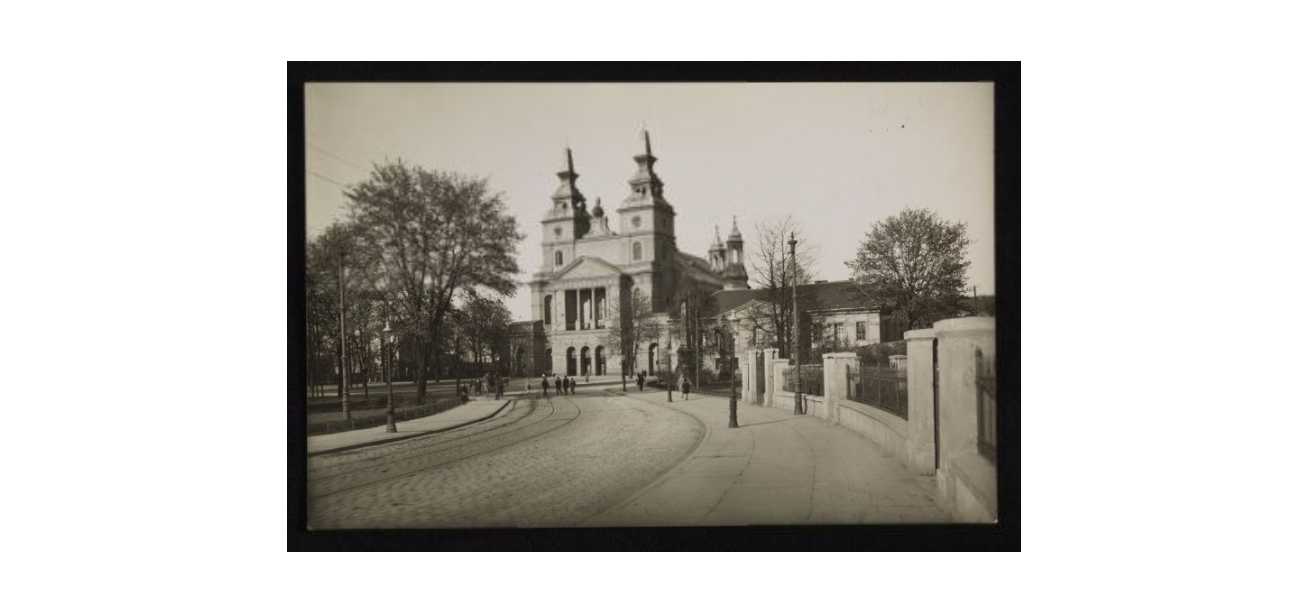
Катедра, до 1939

На місці сучасної катедри в Познані 968 року з'явився тинькований, мурований з крихти лучної мартвиці (пол. martwica łąkowa) і граніту завдовжки близько 48 м храм — кафедральний костел святого Петра. 1946 року провели археологічні дослідження, під час яких віднайшли численні залишки першої катедри в Познані. Вони дозволили ствердити, що той храм був тринавною базилікою з презбітерієм, який замикала апсида. Із заходу розташовувався вежевий масив у вигляді дводільної емпори, яка опиралась на округлий філяр. також той костел мав атріум, у якому відкрили залишки плити з вапняного розчину та крипти, які, як вважали дослідники, правдоподібно могли належати князю Мешкові І та королю Болеславові I Хороброму. У 1034—1038 роках цей храм був знищений.
Після цього тут у другій половині XI ст. постав новий мурований з гранітної крихти храм в романському стилі, архітектурні деталі якого були зроблені з пісковика та граніту. В ХІІІ ст. цей храм перебудували, а вже у XIV—XV ст. на його місці збудували готичний з новим презбітерієм, гарними галереєю, амбітом та завершеннями каплиць. 1622 року пожежа знищила цей костел, від якого залишилися голі стіни та перепалені склепіння.
Чергова пожежа трапилася 1772 року, після якої інтер'єр костелу став іншим, а зовні він отримав вигляд неокласичного за проектом архітектора Ефраїма Шрьогера (пол. Efraim Schroeger). Наприкінці XVIII ст. костел перебудували за проектом архітектора Бонавентури Солярі.
Остання потужна пожежа трапилася 15 лютого 1945 року під час боїв за Тумський острів. Також храм зазнав значних (до 65 %) руйнувань внаслідок артилерійського обстрілу червоноармійцями у 1945 році — вцілів тільки вінець частково зруйнованих каплиць.
1962 р. храм отримав статус малої базиліки, а 1983 р. катедру відвідав Папа Іван Павло ІІ.

## Опис
Головна нава разом з презбітерієм, амбітом та Золотою каплицею мають довжину 72 м та ширину 36 м.
У храмі є п'ять готичних та ранньоренесансних бронзових надгробків, які походять з нюрнберзької майстерні Германа та Петера Фішерів. Спочатку вони були вмуровані в долівку і замикали входи до гробниць, тому 1826 року для уникнення подальших руйнувань їх вийняли та вмурували у стіни філярів та каплиць.
Сучасна споруда є тринефною готичною базилікою з двома вежами на західному фасаді. Храм має каплиці, крипти та численні гробниці польських князів. Зокрема, у крипті зберігаються саркофаги Мешка І та Болеслава I Хороброго — перших правителів Польщі.

## Усипальниця
У криптах храму поховані перші правителі Польщі від Мешка I до Казимира Відновителя, ряд великопольських князів з династії П'ястів, а також ряд познанських архієпископів, зокрема Флоріан Стаблевський та Мечислав Лєдуховський.

## Значення
Базиліка Святих Петра і Павла є важливим духовним, історичним та культурним осередком. Вона виконує функцію кафедрального собору Познанської архідієцезії та є місцем численних церковних урочистостей. У 1962 році храм отримав статус малої базиліки.